# Mariaca
Mariaca es un despoblado que actualmente forma parte del concejo de Amurrio, que está situado en el municipio de Amurrio, en la provincia de Álava, País Vasco (España).

## Toponimia
A lo largo de los siglos también ha sido conocido con el nombre de Marieka

## Historia
Documentado desde 1095, se desconoce cuándo se despobló.
En el lugar solo queda la denominada Torre de Mariaca, una torre defensiva desmochada, que es del linaje de los Mariaca, linaje que deriva de los Ayala.
Actualmente sus tierras son conocidas con el topónimo de Mariaka.